# علی‌اکبر شهنازی
علی‌اکبر شهنازی (۲۳ اردیبهشت ۱۲۷۶ – ۲۶ اسفند ۱۳۶۳) موسیقی‌دان ایرانی و نوازندهٔ سرشناس تار بود.

## تولد
شهنازی در خیابان عین‌الدوله تهران و کوچه نصیر حضور، در خاندان هنر به دنیا آمد. چون در روز عید قربان به دنیا آمد، به وی حاجی علی‌اکبرخان یا حاجی مطلق می‌گفتند. 
علی‌اکبر فراهانی پدربزرگش، آقا حسینقلی فراهانی پدرش و میرزا عبدالله فراهانی عمویش بود. پسرعموی پدرش آقا غلامحسین فراهانی از نوازندگان تار و استاد پدرش بود. پسرعمویش استاد احمد عبادی نوازندهٔ سه‌تار، دو برادر کوچک‌تر او محمدحسن و عبدالحسین شهنازی نوازندگان تار و همسران خواهرانش، باقرخان رامشگر نوازنده کمانچه و رضاخان نوازنده تار بودند. تحصیلات خود را در مدرسه‌های سن‌لوئی، اشراف و سعادت به پایان برد.

## آموزش

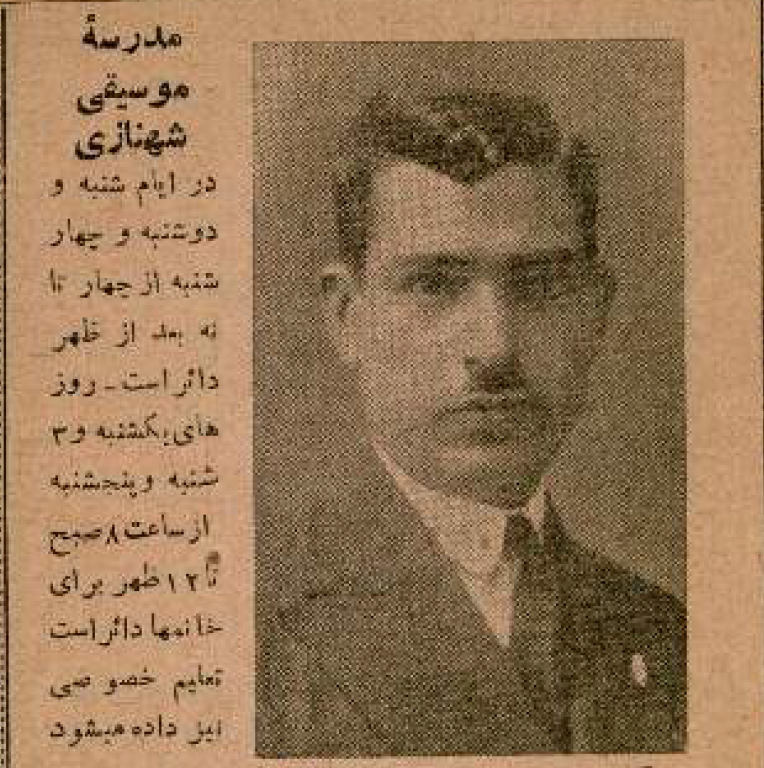
آگهی کلاس موسیقی علی‌اکبر شهنازی در سال ۱۳۱۳

علی‌اکبر شهنازی آموزش تار را از هشت‌سالگی نزد پدرش آغاز کرد و در مدت شش سال ردیف موسیقی ایرانی را از پدرش آموخت؛ و مدتی از محضر درویش‌خان بهره برد.
اولین صفحه‌اش را با جناب دماوندی در سن ۱۴ سالگی در بیات ترک و افشاری در تهران ضبط کرد.
پس از درگذشت پدر در سال ۱۲۹۴، او در سن ۱۸ سالگی جانشین پدرش شد و آموزش شاگردان پدرش را به‌عهده گرفت. در سال‌های دههٔ ۱۳۰۰ معروفترین نوازندهٔ تار در تمام محافل هنری بود.
در اواسط ۱۳۰۵ به دعوت کمپانی هیز ماسترز ویس صفحاتی از او با آواز اقبال ضبط گردید.
در سال ۱۳۰۸ هنرستان موسیقی شهنازی را تأسیس نمود.
با تأسیس رادیو در برنامه‌های هفتگی موسیقی رادیو به همراه ادیب خوانساری، روح بخش و… نوازندگی می‌نمود. در سال ۱۳۳۴ در هنرستان آزاد موسیقی به آموزش مشغول شد.
در سال ۱۳۴۱ ردیف آقا حسینقلی و در سال ۱۳۵۶ ردیف دوره عالی را ضبط کرد.
علی‌اکبر شهنازی به‌جز تار، با سازهای دیگری از جمله سه‌تار و پیانو نیز آشنایی داشت.

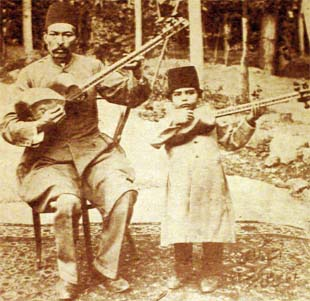
علی‌اکبرخان شهنازی در دوران طفولیت به همراه پدرشان آقا حسینقلی فراهانی

## تصانیف
از تصانیفی که ساخته می‌توان به تصنیف ای نوع بشر، به اصفهان رو، سرود جوانان وطن، تصنیف چهارگاه، (زد لشکر گل) اشاره کرد. شهنازی با شاعرانی چون ملک الشعرا بهار، وحید دستگردی، امیر جاهد و حسین مسرور همکاری کرده و خوانندگانی نظیر اقبال‌السلطان، حسین علی خان نکیسا، رضاقلی‌میرزا ظلی، حسین طاهرزاده، قمر و ادیب خوانساری آثارش را اجرا کرده‌اند.
همچنین یکی از قطعات باقی‌مانده در دستگاه شور با تار حاج علی اکبر خان شهنازی با شعری از شاعر بزرگ ایران سعدی شیرازی و با آواز حسینعلی خان نکیسا است که می‌گوید: یک روز به شیدایی در زلف تو آویزم. این آواز ” شور” با چنان مهارتی اجرا شده‌است که یکی از شاهکارهای آواز در موسیقی ایرانی به‌شمار می‌رود.

## درگذشت
وی در ۲۶ اسفند ۱۳۶۳ در ۸۷ سالگی در بیمارستان شرکت نفت درگذشت و آرامگاه وی در امامزاده عبدالله ری قرار دارد.

## شاگردان سرشناس
- هوشنگ ظریف

- نصرالله ناصح پور[۷]
- حسن مشار
- میرزا عیسی خان حاتم
- باصرالدوله
- مهدی صلحی (منتظم الحکما)
- محمد ایرانی مجرد
- حبیب‌الله صالحی
- احمد نکوزاد
- هوده‌ای
- نصرالله زرین‌پنجه
- ژان دورینگ
- رضا وهدانی
- اسدالله حجازی
- داریوش طلایی
- محمدرضا لطفی
- حسین علیزاده
- عطاءالله جنگوک
- داریوش پیرنیاکان
- محسن نفر
- فرهاد ارژنگی